# Critérium du Dauphiné 2013
|  | Denne artikel eller sektion om sport er forældet eller ikke opdateret. Se artiklens diskussionsside eller historik. |

Critérium du Dauphiné 2013 er den 65. udgave af det franske cykelløb Critérium du Dauphiné. Løbet er over otte etaper rundt i den sydøstlige del af Frankrig, og starter den 2. juni i Champéry i Valais, og slutter i byen Risoul i Hautes-Alpes den 9. juni. Det er det sekstende ud af 29 løb i UCI World Tour 2013.

## Deltagende hold
På grund af at Critérium du Dauphiné er en del af UCI World Tour, er alle 18 UCI ProTour-hold automatisk inviteret og forpligtet til at sende et hold. Derudover har arrangøren ASO inviteret fire kontinental-hold til løbet. 
| UCI ProTour-hold: - Ag2r-La Mondiale (ALM) - Argos-Shimano (ARG) - Astana Pro Team (AST) - Belkin Pro Cycling (BEL) - BMC Racing Team (BMC) - Cannondale (CAN) - Euskaltel-Euskadi (EUS) - FDJ (FDJ) - Garmin-Sharp (GRM) | 0 - Lampre-Merida (LAM) - Lotto-Belisol (LTB) - Movistar Team (MOV) - Omega Pharma-Quick Step (OPQ) - Orica-GreenEDGE (OGE) - RadioShack-Leopard (RLT) - Team Saxo-Tinkoff (SAX) - Team Sky (SKY) - Vacansoleil-DCM (VCD) - Team Katusha (KAT) | Wildcards: - Team NetApp-Endura - Bretagne-Séché Environnemen - Cofidis - Europcar |